# Trochalopteron affine
Trochalopteron affine là một loài chim trong họ Leiothrichidae.

## Hình ảnh

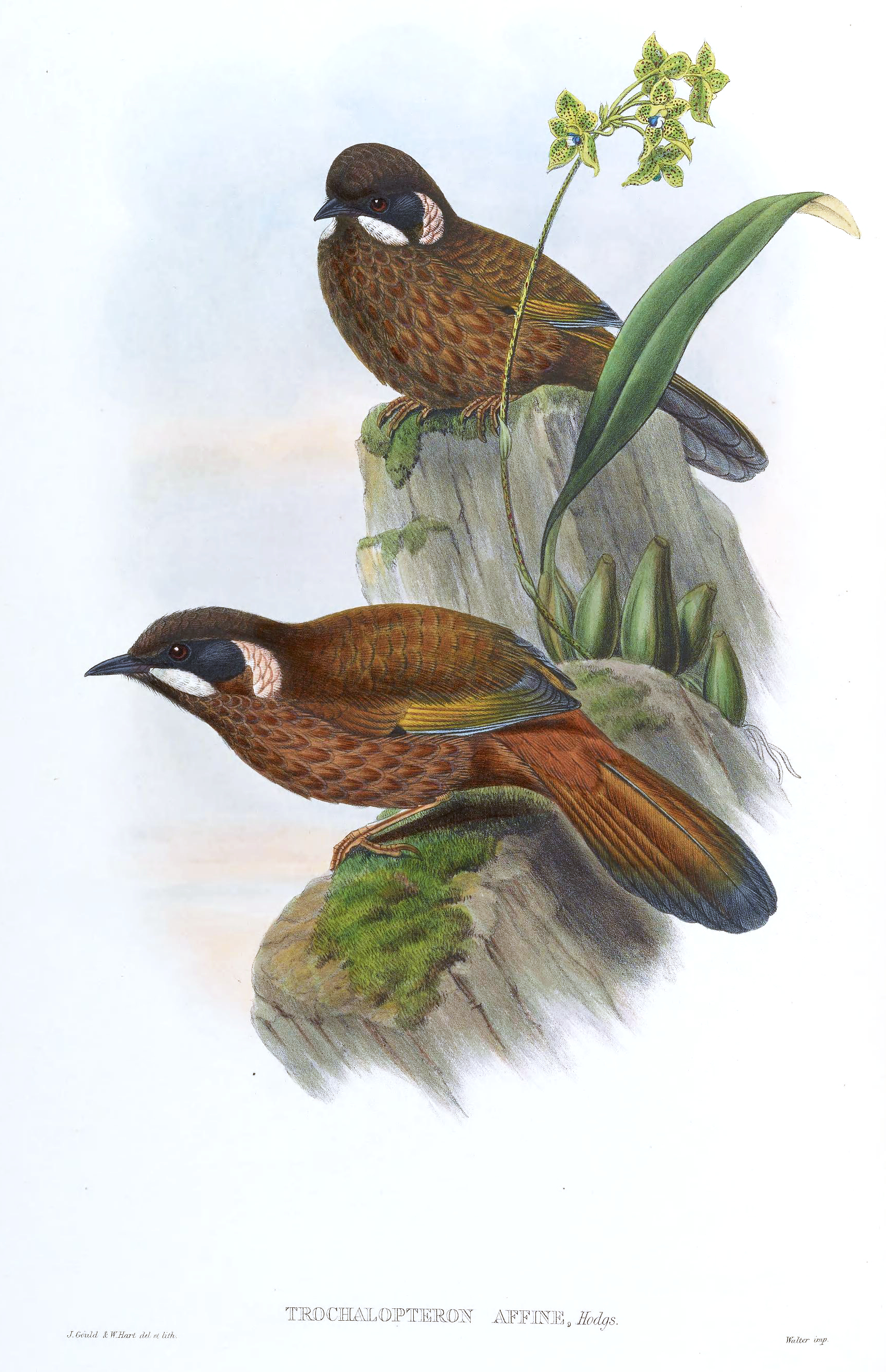
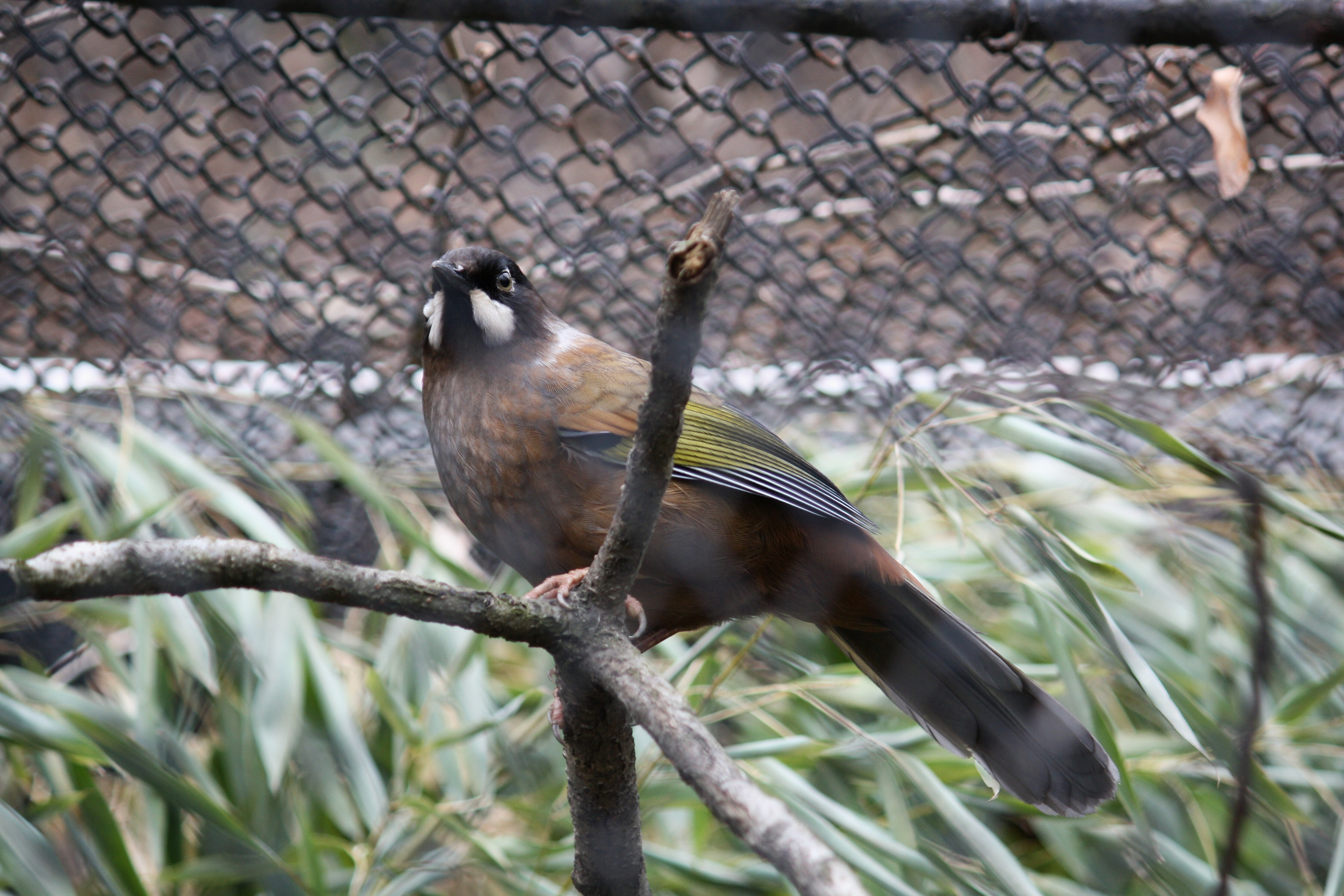